# Temporada da Liga Belga de Basquetebol de 2018–19
A Temporada da PBL  de 2018–19 é a 92ª edição da competição de elite entre clubes profissionais da Bélgica. A liga chama-se EuroMillions Basketball League em virtude do patrocinador master.

## Clubes participantes
Todas as dez equipes que finalizaram a temporada anterior retornam para a competição, sendo que nove destas obtiveram licença A, a qual credencia-os para pleitearem vagas em competições europeias, apenas o Stella Artois Leuven Bears obteve licença B.
Ao mesmo tempo a equipe do Kangoeroes Willebroek foi realocada de Willebroek para Mechelen, passando a se chamar Kangoeroes Mechelen.
| Clube                      | Cidade    | Arena                         | Capacidade |
| -------------------------- | --------- | ----------------------------- | ---------- |
| Basic-Fit Brussels         | Bruxelas  | Piscine de Neder-Over-Hembeek | 1.200      |
| Belfius Mons-Hainaut       | Mons      | Mons Arena                    | 4.000      |
| BetFirst Liège             | Lieja     | Country Hall Ethias           | 5.000      |
| Crelan Okapi Aalstar       | Aalst     | Okapi Forum                   | 2.800      |
| Hubo Limburg United        | Hasselt   | Alverberg-sporthal            | 1.730      |
| Kangoeroes Mechelen        | Mechelen  | Winketaai                     | 1.500      |
| Oostende                   | Ostende   | Sleuyter Arena                | 5.000      |
| Proximus Spirou            | Charleroi | Spiroudome                    | 6.200      |
| Stella Artois Leuven Bears | Lovaina   | Sportoase                     | 3.400      |
| Telenet Giants Antwerp     | Antuérpia | Lotto Arena                   | 5.218      |

## Temporada Regular

### Tabela de Classificação
| Pos. | Clube                      | J  | V  | D  | Avg | Pts. | PF/PC     | Dif. | Classificação |
| ---- | -------------------------- | -- | -- | -- | --- | ---- | --------- | ---- | ------------- |
| 1    | Telenet Giants Antwerp     | 36 | 30 | 6  | 833 | 66   | 3064-2541 | 523  | Playoffs      |
| 2    | Oostende                   | 36 | 29 | 7  | 806 | 65   | 2890-2419 | 471  | Playoffs      |
| 3    | Proximus Spirou            | 36 | 24 | 12 | 667 | 60   | 2992-2697 | 295  | Playoffs      |
| 4    | Basic-Fit Brussels         | 36 | 21 | 15 | 583 | 57   | 2936-2825 | 111  | Playoffs      |
| 5    | Belfius Mons-Hainaut       | 36 | 17 | 19 | 472 | 53   | 2729-2842 | -113 | Playoffs      |
| 6    | Hubo Limburg United        | 36 | 16 | 20 | 444 | 52   | 3024-3052 | -28  | Playoffs      |
| 7    | Crelan Okapi Aalstar       | 36 | 14 | 22 | 389 | 50   | 2901-3118 | -217 | Playoffs      |
| 8    | Kangoeroes Mechelen        | 36 | 12 | 24 | 333 | 48   | 2709-3038 | -329 | Playoffs      |
| 9    | Stella Artois Leuven Bears | 36 | 10 | 26 | 278 | 45   | 2528-2841 | -313 |               |
| 10   | BetFirst Liège             | 36 | 7  | 29 | 194 | 43   | 2743-3143 | -400 |               |

|  |                            |
|  | Classificados aos playoffs |

### Rodadas 1 a 18
| Casa\Visitante             | BRU   | MON   | LIE    | AAL     | LIM    | MEC     | OOS   | CHA     | LEU   | ANT     |
| -------------------------- | ----- | ----- | ------ | ------- | ------ | ------- | ----- | ------- | ----- | ------- |
| Basic-Fit Brussels         |       | 71-65 | 79-71  | 88-87   | 108-90 | 92-65   | 83-84 | 76-73   | 87-67 | 86 - 79 |
| Belfius Mons-Hainaut       | 67-79 |       | 101-78 | 91 - 81 | 80-75  | 100-79  | 58-91 | 87-90   | 85-66 | 69-74   |
| BetFirst Liège             | 92-83 | 78-92 |        | 83-84   | 69-92  | 92 - 83 | 67-91 | 55-72   | 83-84 | 68-92   |
| Crelan Okapi Aalstar       | 94-85 | 80-89 | 87-66  |         | 94-90  | 86-92   | 72-65 | 93-91   | 75-58 | 71-106  |
| Hubo Limburg United        | 83-86 | 85-82 | 91-88  | 97-78   |        | 98-83   | 55-70 | 79 - 88 | 84-64 | 73-86   |
| Kangoeroes Mechelen        | 87-97 | 72-78 | 69-80  | 78-71   | 83-71  |         | 90-74 | 77-87   | 75-92 | 64-93   |
| Oostende                   | 58-59 | 73-51 | 85-61  | 86-77   | 92-91  | 80-82   |       | 88-82   | 70-63 | 88-63   |
| Proximus Spirou            | 89-80 | 94-52 | 85-55  | 87-70   | 102-87 | 85-87   | 64-65 |         | 77-64 | 60-72   |
| Stella Artois Leuven Bears |       | 71-75 | 86-82  | 69-84   | 88-79  | 76-68   | 0-20  | 66-76   |       | 63-90   |
| Telenet Giants Antwerp     | 84-68 | 75-57 | 109-60 | 104-74  | 95-85  | 84-62   | 44-82 | 80-95   | 76-69 |         |

### Rodadas 19 a 36
| Casa\Visitante             | BRU    | MON   | LIE    | AAL    | LIM    | MEC    | OOS   | CHA    | LEU   | ANT   |
| -------------------------- | ------ | ----- | ------ | ------ | ------ | ------ | ----- | ------ | ----- | ----- |
| Basic-Fit Brussels         |        | 59-76 | 82-77  | 102-72 | 88-81  | 68-61  | 67-73 | 79-89  | 83-65 | 74-92 |
| Belfius Mons-Hainaut       | 78-92  |       | 67-79  | 87-77  | 78-85  | 84-78  | 63-67 | 73-83  | 77-76 | 70-76 |
| BetFirst Liège             | 76-93  | 72-75 |        | 83-100 | 100-80 | 84-91  |       | 80-93  | 76-82 | 76-84 |
| Crelan Okapi Aalstar       | 76-101 | 81-87 | 108-84 |        | 100-84 | 70-92  | 73-77 | 61-103 | 94-72 | 83-90 |
| Hubo Limburg United        | 95-76  | 81-85 | 81-73  | 104-68 |        | 123-84 | 85-81 | 82-79  | 90-89 | 65-85 |
| Kangoeroes Mechelen        | 66-64  | 80-72 | 86-84  | 75-91  | 75-78  |        | 59-74 | 61-71  | 77-68 | 42-99 |
| Oostende                   | 83-68  | 96-60 | 100-72 | 89-69  | 95-70  | 96-82  |       | 96-82  | 89-50 | 67-71 |
| Proximus Spirou            | 101-94 | 69-74 | 85-87  | 73-74  | 99-80  | 88-70  | 77-73 |        | 86-65 | 80-79 |
| Stella Artois Leuven Bears | 90-83  | 90-85 | 76-78  | 94-77  | 66-72  | 78-71  | 64-97 | 64-68  |       | 67-79 |
| Telenet Giants Antwerp     | 74-68  | 89-59 |        | 96-69  | 95-83  | 107-78 | 80-81 | 83-61  | 85-59 |       |

## Playoffs

### Confrontos
|  | Quartas-de-final | Quartas-de-final       | Quartas-de-final    |          |   | Semifinais             | Semifinais | Semifinais |  |  | Final | Final                  | Final |
|  |                  |                        |                     |          |   |                        |            |            |  |  |       |                        |       |
|  | 1                | Telenet Giants Antwerp | 2                   |          |   |                        |            |            |  |  |       |                        |       |
|  | 8                | Kangoeroes Mechelen    | 0                   |          |   |                        |            |            |  |  |       |                        |       |
|  | 8                | Kangoeroes Mechelen    | 0                   |          |   | Telenet Giants Antwerp | 2          |            |  |  |       |                        |       |
|  |                  |                        |                     |          |   | Telenet Giants Antwerp | 2          |            |  |  |       |                        |       |
|  |                  |                        | Basic-Fit Brussels  | 0        |   |                        |            |            |  |  |       |                        |       |
|  | 4                | Basic-Fit Brussels     | Basic-Fit Brussels  | 0        | 2 |                        |            |            |  |  |       |                        |       |
|  | 4                | Basic-Fit Brussels     |                     |          | 2 |                        |            |            |  |  |       |                        |       |
|  | 5                | Belfius Mons-Hainaut   | 0                   |          |   |                        |            |            |  |  |       |                        |       |
|  |                  |                        |                     |          |   |                        |            |            |  |  |       | Telenet Giants Antwerp | 1     |
|  |                  |                        |                     | Oostende | 3 |                        |            |            |  |  |       |                        |       |
|  | 2                | Oostende               | 2                   |          |   |                        |            |            |  |  |       |                        |       |
|  | 7                | Crelan Okapi Aalstar   | 0                   |          |   |                        |            |            |  |  |       |                        |       |
|  | 7                | Crelan Okapi Aalstar   | 0                   |          |   | Oostende               | 2          |            |  |  |       |                        |       |
|  |                  |                        |                     |          |   | Oostende               | 2          |            |  |  |       |                        |       |
|  |                  |                        | Hubo Limburg United | 0        |   |                        |            |            |  |  |       |                        |       |
|  | 3                | Proximus Spirou        | Hubo Limburg United | 0        | 0 |                        |            |            |  |  |       |                        |       |
|  | 3                | Proximus Spirou        |                     |          | 0 |                        |            |            |  |  |       |                        |       |
|  | 6                | Hubo Limburg United    | 2                   |          |   |                        |            |            |  |  |       |                        |       |

#### Quartas de final
| Time 1                 | Série | Time 2               | 1º Jogo  | 2º Jogo   | 3º Jogo |
| ---------------------- | ----- | -------------------- | -------- | --------- | ------- |
| Telenet Giants Antwerp | 2 - 0 | Kangoeroes Mechelen  | 94 - 72  | 87 - 76   |         |
| Basic-Fit Brussels     | 2 - 0 | Belfius Mons-Hainaut | 75 - 61  | 75 - 73   |         |
| Oostende               | 2 - 0 | Crelan Okapi Aalstar | 114 - 64 | 91 - 74   |         |
| Proximus Spirou        | 0 - 2 | Hubo Limburg United  | 84 - 86  | 101 - 103 |         |

#### Semifinal
| Time 1                 | Série | Time 2              | 1º Jogo | 2º Jogo | 3º Jogo |
| ---------------------- | ----- | ------------------- | ------- | ------- | ------- |
| Telenet Giants Antwerp | 2 - 0 | Basic-Fit Brussels  | 80 - 68 | 84 - 63 |         |
| Oostende               | 2 - 0 | Hubo Limburg United | 84 - 73 | 78 - 59 |         |

#### Final
| Time 1                 | Série | Time 2   | 1º Jogo | 2º Jogo | 3º Jogo | 4º Jogo | 5º Jogo |
| ---------------------- | ----- | -------- | ------- | ------- | ------- | ------- | ------- |
| Telenet Giants Antwerp | 1 - 3 | Oostende | 67 - 73 | 66 - 61 | 57 - 60 | 62 - 69 |         |

### Premiação
| Euromillions Liga 2018-19 |
| ------------------------- |
| Filou Oostende 20º Título |